# Rodrigo Plá
Rodrigo Plá (Montevideo, 9 giugno 1968) è un regista, produttore cinematografico e scrittore uruguaiano.

## Biografia
È sposato con la scrittrice Laura Santullo che ha scritto la sceneggiatura di tutti i suoi quattro lungometraggi, incluso Un mostro dalle mille teste, basato sul suo omonimo romanzo dallo stesso titolo.
Nel 2013 vince il Premio Ariel per la miglior regia per il film La demora.

## Filmografia

### Regista
- Novia mia - cortometraggio (1996)
- El ojo en la nuca - cortometraggio (2001)
- La zona (2007)
- Desierto adentro (2008)
- 30/30, episodio del film Revolución (2010)
- La demora (2012)
- Un mostro dalle mille teste (Un monstruo de mil cabezas) (2015)
- El otro Tom (2021)

### Sceneggiatore
- Novia mia, regia di Rodrigo Plá - cortometraggio (1996)
- El ojo en la nuca, regia di Rodrigo Plá - cortometraggio (2001)
- La zona, regia di Rodrigo Plá (2007)
- Desierto adentro, regia di Rodrigo Plá (2008)
- El otro Tom, regia di Rodrigo Plá (2021)

## Riconoscimenti
- Premio Ariel
  - 2013 – Miglior regia per La demora